# 胡諒
胡諒（1454年—1513年），字允夫，河南靈寶縣人，騰驤左衛軍籍，明朝政治人物。同進士出身。

## 生平
四月初十日生，行一，早年出身順天府學增廣生，成化十三年（1477年）舉丁酉科順天府鄉試第三名。成化十四年（1478年）聯捷戊戌科會試二百九十五名，殿試登進士第三甲第七十六名。授常州府推官，清正自持。二十年十月擢授試監察御史，二十一年十月實授廣西道御史。弘治元年（1488年）巡按直隶，六年巡按浙江，丁忧归。服阕，九年十月復除陕西道御史，十年三月升南京太仆寺少卿，十六年二月升南京光禄寺卿，正德元年（1506年）十二月升工部右侍郎、管理易州山厂柴炭，五年劉瑾伏誅，浙江道监察御史舒晟等人弹劾其处脂膏而大肆奸贪，遂令致仕。八年十二月卒。

## 家族
曾祖胡祥。祖父胡甫榮。父胡忠。母李氏。具庆下。弟胡谊。聘王氏。子胡锐，以蔭为國子生。胡鈺，字德纯，號守朴，官武略将軍锦衣卫副千户。